# الخرب (حرض)

تعديل مصدري - تعديل

الخرب هي إحدى قرى عزلة بني الحداد بمديرية حرض التابعة لمحافظة حجة، بلغ تعداد سكانها 233 نسمة حسب تعداد اليمن لعام 2004.